# Маріупольська міська рада
Маріу́польська міська́ ра́да  — орган місцевого самоврядування Маріупольської міської громади у Маріупольському районі Донецької області.

## Історія
20 травня 2015 року Верховна Рада України внесла зміни до постанови від 11 грудня 2014 року, збільшивши територію міста Маріуполя на 2282,7 гектара за рахунок передачі до його складу 2282,7 гектара земель Новоазовського району, що знаходяться у віданні Виноградненської сільської ради (в тому числі території села Виноградне, села Піонерське, села Приморське).
Маріупольська міська рада Донецької області рішенням від 5 червня 2015 року виключила з облікових даних села Виноградне, Піонерське, Приморське Виноградненської сільської ради Волноваського району у зв'язку з включенням їх у межі міста Маріуполя.
У травні 2014 року будівля Маріупольської міської ради згоріла під час зіткнення з проросійськими бойовиками. Остаточний проект реконструкції міської ради утвердили 2019 року. Вартість — 117 мільйонів грн.

## Склад ради
Рада складається з 54 депутатів, секретаря та голови.
- Голова ради: Бойченко Вадим Сергійович[3]
- Секретар ради: Сухова Ксенія Костянтинівна

### Керівний склад попередніх скликань
| ПІБ                    | Основні відомості                                                       | Дата обрання | Дата звільнення |
| ---------------------- | ----------------------------------------------------------------------- | ------------ | --------------- |
| Хотлубей Юрій Юрійович | Міський голова, 1944 року народження, освіта вища, член Партії регіонів | 26.03.2006   | 31.10.2010      |
| Хотлубей Юрій Юрійович | Міський голова, 1944 року народження, освіта вища, член Партії регіонів | 31.10.2010   | 17.12.2015      |

Примітка: таблиця складена за даними джерела

### Депутати
За результатами місцевих виборів 2015 року депутатами ради стали:

#### За суб'єктами висування
| Суб'єкт висування | Кількість обраних депутатів | %     |
| ----------------- | --------------------------- | ----- |
| Опозиційний блок  | 45                          | 83.33 |
| «Сила людей»      | 5                           | 9.26  |
| «Наш край»        | 4                           | 7.41  |